# Mørke - kulde - væde
|  | Denne artikel er oprettet af botten PalnaBot ud fra en ekstern database. Den kan derfor have sproglige fejl eller mangler. Denne skabelon kan fjernes efter kontrol af indholdet. |

Mørke - kulde - væde er en film instrueret af Vincent Hansen.

## Handling
Titlen udgør de tre hovedproblemer ved udendørs vinterarbejde. Planlægning er den vigtigste forholdsregel.